# Nargiz Pashayeva
Nargiz Arif gizi Pashayeva, en azerí: Nərgiz Arif qızı Paşayeva (Bakú, 13 de diciembre de 1962) es Científico de Honor de la República de Azerbaiyán, vicepresidente y miembro honorario de la Academia Nacional de Ciencias de Azerbaiyán, rectora de la rama de la Universidad Estatal de Moscú en Bakú. Es hermana de la Vicepresidenta de Azerbaiyán, Mehriban Aliyeva. 

## Biografía
Pashayeva nació el 13 de diciembre de 1962 en Bakú. Entre 1968 y 1978 estudió en la escuela de música. En 1978 entró en la Universidad Estatal de Bakú y en 1983 se graduó con honores de la Facultad de Filología.
Desde 1987 trabajó en el Departamento de Historia de la Literatura de Azerbaiyán de la Facultad de Filología en la Universidad Estatal de Bakú. En 1994-2008 trabajó en el Departamento de Lengua y Literatura de la Academia de Música de Bakú.
En 2004 defendió con éxito su tesis de doctorado y en 2005 recibió el título de Doctor en Filología. Desde 2007 es miembro de la Unión de Escritores de Azerbaiyán.
El 23 de junio de 2008, por la orden del presidente de la República de Azerbaiyán, Ilham Aliyev, Nargiz Pashayeva fue nombrada rectora de la rectora de la rama de la Universidad Estatal de Moscú en Bakú.
Desde octubre de 2009 fue la directora del Departamento de Literatura Clásica de Azerbaiyán en la Universidad Estatal de Bakú. El 30 de junio de 2014 fue elegida miembra correspondiente y el 2 de mayo de 2017 miembra de pleno derecho de la Academia Nacional de Ciencias de Azerbaiyán. En 2015 fue nombrado profesora honoraria de la Universidad Estatal de Moscú.
En 2018 Nargiz Pashayeva fue elegida vicepresidenta de la Academia Nacional de Ciencias de Azerbaiyán. El 5 de marzo de 2019 fue elegida académica de la Academia de la Educación de Rusia.

## Premios y títulos
- Científico de Honor de la República de Azerbaiyán (2009)
- Orden de la Amistad (2011)[4]
- Orden de las Palmas Académicas (2013)[5]
- Orden Shohrat (2019)[6]